# Pier Luigi Carafa
Pier Luigi kardinal Carafa, italijanski rimskokatoliški duhovnik, škof in kardinal, * 18. julij 1581, Neapelj, † 15. februar 1655.

## Življenjepis
29. marca 1624 je bil imenovan za škofa Tricarica; aprila 1624 je prejel duhovniško posvečenje in 2. junija istega leta pa še škofovsko posvečenje. S tega položaja je odstopil 8. januarja 1646.
Med 15. julijem 1624 in 20. septembra 1634 je bil apostolski nuncij v Nemčiji.
6. marca 1645 je bil povzdignjen v kardinala.